# غوران أوبرادوفيتش (مدرب رياضي)
غوران أوبرادوفيتش (بالصربية: Горан Обрадовић Челе)‏ هو مدرب رياضي صربي، ولد في 29 يناير 1971.